# Çaylak Deresi
Çaylak Deresi est une rivière turque coupée par le barrage de Yapialtin. C'est un court affluent de la rivière appelée Kanak Deresi, affluent de l'Acısu Deresi (en turc : ruisseau à l'eau acidulée), elle-même affluent du fleuve Kızılırmak sur sa rive gauche.